# Solariella multirestis
Solariella multirestis is een slakkensoort uit de familie van de Solariellidae. De wetenschappelijke naam van de soort is voor het eerst geldig gepubliceerd in 1979 door Quinn.